# Bitva u Paj-ťü
Bitva u Paj-tu se odehrála v roce 506 př. n. l., ke konci Období Jar a podzimů, mezi státy Wu a Čchu. Vítězné vojsko státu Wu bylo vedeno legendárním Sun-c’.

## Pozadí
Státy Wu a Čchu byly ve válce už 50 let. Byly to časy nebezpečného napětí, které vyvrcholily touto bitvou a skončily až v roce 221 př. n. l.

## Bitva a její důsledky
Bitvu naplánoval král Che Lu z Wu a vedli Wu Tzu-hsu(?) a Sun-c’. Král Ťing z Čou s "řezníkem" Jüe byli dočasně vyhnáni z hlavního města státu Čchu, Jing, útočníky z Wu. Tato bitva skončila jeho zničením.
Po ústupu státu Wu v roce 505 př. n. l. Se král i "řezník" do města vrátili.